# 러더포드 엔진
러더포드 엔진은 뉴질랜드 일렉트론 로켓의 1단과 2단에 사용되는 추력 2톤의 액체연료 엔진이다.

## 역사
러더포드는 액체연료 로켓 엔진이다. 미국 항공우주 기업 로켓 랩이 설계하여, 미국에서 생산되었다. 액체산소와 RP-1을 연료로 사용한다. 전기펌프를 사용하는 최초의 로켓 엔진이다. 팰컨 9와 같이, 2단에는 러더포드 엔진 1개, 1단에는 9개를 묶었다. 2단의 노즐은 우주의 진공상태에 적합하도록 길이를 좀 늘렸다.
최초발사는 2017년 5월 25일에 있었다.
뉴질랜드 과학자 어니스트 러더퍼드의 이름을 땄다.
전기펌프는 연료에 하나, 산화제에 하나로 2개이다. DC 모터를 사용하며, 리튬 이온 배터리에서 전원을 얻는다. 기존의 가스발생기 사이클 보다 50-95% 효율이 향상되었다. 그러나, 배터리팩의 무게가 무겁다.